# Джебель-Бу-Хедма
Джебель-Бу-Хедма (араб. الحديقة الوطنية بوهدمة‎), или Бухедма (англ. Bouhedma) — биосферный резерват и национальный парк в Тунисе.

## Физико-географическая характеристика
Национальный парк расположен в 85 км к востоку от Гафсы, в 10 км от Макнаси. Средиземное море находится в 45 км восточнее от резервата. Парк расположен в юго-восточной части Сахарского Атласа и представляет собой субтропическую степь. Высота над уровнем моря колеблется от 90 до 840 метров.
В базе данных всемирной сети биосферных резерватов указаны следующие координаты заповедника: 34°24′ с. ш. 09°23′ в. д. — 34°32′ с. ш. 09°41′ в. д.. Согласно концепции зонирования резерватов общая площадь территории, которая составляет 169,88 км² (при площади национального парка 164,88 км²), разделена на три основные зоны: ядро — 88,14 км², буферная зона — 42,74 км² и зона сотрудничества — 39,0 км².

## Флора и фауна
Хотя растительный мир Джебель-Бу-Хедмы в целом является типичным для Туниса и представляет собой средиземноморский биом с полузасушливыми лесами и степями, он знаменит реликтовой саванной, которой больше в Тунисе не осталось.
На территории резервата произрастают 485 видов растений. Растительный мир представлен саванной с Acacia raddiana, Cenchrus ciliaris, Digitaria nodosa, Aristida plumosa, Aristida obtusa, Artemisia herba alba, степями Rhanterium suaveolens, Arthrophytum scoparium, Gymnocarpus decander и Stipa tenacissima.
Редкие виды животных: аддакс, обыкновенный страус australis и газель-дама mhorr.

## Взаимодействие с человеком
В 1977 году был образован биосферный резерват, а в 1980 году значительная его территория стала национальным парком. В 1995 году резерват стал частью сети ROSELT, которая занимается мониторингом региона Сахары и Сахеля. С 2001 года часть территории находится в списке особо важных мест международной организации по защите птиц. На территории резервата основан экологический музей.
По данным 1999 года на территории резервата проживало около 1400 человек. Основными проблемами, с которыми столкнулся резерват, является опустынивание и эрозия почвы. Именно в этом направлении ведутся основные исследования, которые в частности связаны с восстановлением естественного кустарника, в частности Acacia raddiana.
На территории парка встречаются следы пребывания доисторических людей, а также периода неолита. В более современных постройках, датированных концом XIX века и являвшихся убежищем для караванов, располагается администрация резервата.